# Dzidzantún (kommun i Mexiko)
Dzidzantún är en kommun i Mexiko.   Den ligger i delstaten Yucatán, i den östra delen av landet, 1 100 km öster om huvudstaden Mexico City. Antalet invånare är 8 133. Arean är 198 kvadratkilometer.
Terrängen i Dzidzantún är mycket platt.
Följande samhällen finns i Dzidzantún:
- Dzidzantún